# Hedin Cross

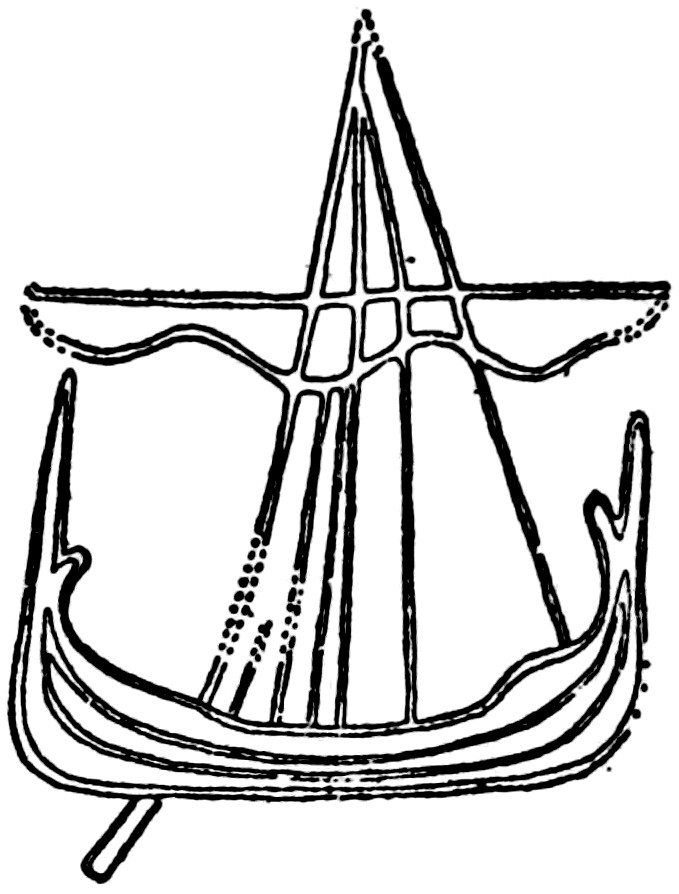
Wikingerschiff vom Hedin Cross

Das Hedin Cross (Hedin Kreuz; No. 142) ist einer von etwa 40 in der Kirche von Maughold (Kirk Maughold) auf der Isle of Man ausgestellten Steinen und Cross-Slabs.
Es trägt die Darstellung eines keltischen Hochkreuzes, ohne Ring. Die Dekoration unbekannter Zeitstellung ist nicht gut erhalten, aber es gibt gut erkennbare Runen, die auf eine Erstellung vor dem 14. Jahrhundert deuten. Der Kreuzschaft hat ein Muster, das auf eine anglikanische Arbeit deutet.
Auf einer Seite ist unter dem rechten Kreuzarm ein Wikingerschiff dargestellt. Es ist das einzige derartige Beispiel auf der Isle of Man. Die Inschrift lautet: Hedin stellte dieses Kreuz zum Gedenken an seine Tochter Hlif auf. Auf der anderen Seite steht: Arni ritzte diese Runen.